# FC Politehnica Timișoara
Der FC Politehnica Timișoara war ein rumänischer Fußballverein. Er wurde im Jahr 1921 in Timișoara gegründet und spielte von 2001 bis zu seiner Auflösung 2011 in Bukarest. Die größten Erfolge des Vereins sind die Pokalsiege in den Jahren 1958 und 1980.

## Geschichte des Vereins

### Geschichte bis zum Zweiten Weltkrieg
Nach der Gründung der Technischen Universität Timișoara am 11. November 1920 wurde der Mathematikprofessor Traian Lalescu der erste Rektor und gründete im Jahr 1921 den Verein Societatea sportiva Politehnica (Sportverein der Technischen Universität). Nach Chinezul war Poli der zweite Fußballverein aus Timișoara und setzte sich ausschließlich aus Studenten zusammen.
Nach einigen Erfolgen in den Anfangsjahren – zwischen 1924 und 1927 brachte der Verein einige Nationalspieler hervor – kam Poli zu Beginn der 1930er Jahre in finanzielle Schwierigkeiten und konnte zunächst nicht mehr an die vorherigen Leistungen anknüpfen. In der Folgezeit spielte der Verein lediglich in regionalen Ligen, ehe der Verein im Jahr 1936 zu den Gründungsmitgliedern der neu geschaffenen Divizia C zählte. In der Saison 1940/41 gelang Poli der Aufstieg in die zweithöchste rumänische Spielklasse, die Divizia B. Aufgrund des Ausbruchs des Zweiten Weltkrieges wurde die darauffolgende Saison aber nicht mehr ausgetragen.

### Nachkriegsgeschichte
Bei der Aufnahme des Spielbetriebs nach Kriegsende wurde Poli in der Saison 1946/47 entsprechend der zuvor erreichten Qualifikation in die Divizia B eingeordnet und schon im Jahr 1948 gelang der erstmalige Sprung in die höchste rumänische Fußballliga, die Divizia A. Nach dem Aufstieg änderte der Verein im November 1948 seinen Namen in Clubul Sportiv Universitar Timișoara (deutsch Universitäts-Sportclub) und bereits 1950 in Știința Timișoara (deutsch Wissenschaft). Die Leistungen waren sehr schwankend. Nach einem 3. Platz in der Saison 1950 stieg Știința 1951 in die Divizia B ab, schaffte aber den sofortigen Wiederaufstieg.
In den folgenden Jahren entwickelte sich Știința zu einer festen Größe im rumänischen Fußball und platzierte sich stets im Vorderfeld der Tabelle. Der bis dahin größte Erfolg der Vereinsgeschichte gelang in der Saison 1957/58, als Știința zunächst die Saison auf dem 3. Platz punktgleich mit dem Meister Petrolul Ploiești abschloss und anschließend den rumänischen Pokal gewann. Fünfzig Jahre später, am 3. August 2008, wurden die 16 Spieler, die den Titel geholt hatten, gemeinsam mit Trainer Dincă Schileru zu Ehrenbürgern der Stadt Timișoara ernannt.
1959 musste Știința erneut in die Divizia B absteigen. Auch diesmal gelang der sofortige Wiederaufstieg. Und wie beim letzten Gastspiel in der Divizia A stieg Știința nach einem 3. Platz in der Saison 1962/63 in der darauffolgenden Saison ab, schaffte aber erneut den direkten Aufstieg. Im Jahr 1966 änderte der Verein seinen Namen in Politehnica Timișoara und stieg am Ende der Saison 1966/67 erneut ab. 
Diesmal dauerte es bis zum Jahr 1973, ehe Poli die Rückkehr ins Oberhaus gelang. Nach wechselhaften Jahren gelang zum Ende der 1970er erneut der Aufstieg in die nationale Spitze und Poli qualifizierte sich 1978 erstmals für den UEFA-Pokal, wo der Klub sich zunächst gegen MTK/VM Budapest durchsetzen konnte, in der zweiten Runde aber gegen Honvéd Budapest ausschied. 1980 folgte mit dem Sieg im Pokalfinale gegen Steaua Bukarest der letzte Titelgewinn. In den Jahren 1981 und 1983 erreichte Poli zwar erneut das Pokalfinale, unterlag aber beide Male gegen Universitatea Craiova und stieg am Ende der Saison 1982/83 in die Divizia B ab.
In der Folgezeit entwickelte sich Poli zur Fahrstuhlmannschaft und konnte erst zu Beginn der 1990er Jahre an frühere Erfolge anknüpfen und den UEFA-Pokal erreichen. In der Saison 1990/91 konnte sich die Mannschaft zunächst gegen Atlético Madrid durchsetzen und schied in der 2. Runde klar gegen Sporting Lissabon aus. Sein bis dato letztes Europapokalspiel betritt Poli in der Saison 1992/93 gegen Real Madrid. Dabei verlor die Mannschaft von ihren acht Heimspielen im Europapokal kein einziges, verlor dafür aber alle Auswärtsspiele.
Ab 1993 ging es für Poli stetig bergab. Nach der Privatisierung des Vereins Mitte der 1990er Jahre und den Abstiegen 1994 und 1997 übernahm der Italiener Claudio Zambon den Verein mit dem Ziel, ihn wieder zu einer festen Größe im rumänischen Fußball zu machen. Im Jahr 2000 überließ der Zweitligist Dacia Pitești Poli seinen Startplatz in der Divizia B. Nach Streitigkeiten mit der Stadt Timișoara entschied sich Zambon im Jahr 2001, Politehnica Timișoara nach Bukarest überzusiedeln. Im Sommer 2001 wurde mit George Ciorceri ein neuer Trainer verpflichtet, der in den ersten sechs Spielen der Saison 2001/02 nur zwei Unentschieden erzielen konnte und nach zweieinhalb Monaten seinen Vertrag wieder auflöste. Im Jahr 2002 stieg der Verein in die Divizia C ab und spielte nach dem erneuten Abstieg im Jahr 2007 nunmehr in der vierthöchsten rumänischen Fußballliga, der Liga IV. Im März 2011 wurde der Verein aus sämtlichen Wettbewerben ausgeschlossen, nachdem er zweimal nicht zu Meisterschaftsspielen angetreten war.

## Bekannte ehemalige Spieler
| - Ioan Almășan - Stelian Anghel - Marcel Băban - Vasile Chiroiu - Ion Ciosescu - Paul Codrea - Cosmin Contra | - Emerich Dembrovszki - Bujor Hălmăgeanu - Hélder - Jon McKain - Dumitru Nadu - Daré Nibombé - Dan Păltinișanu | - Costel Pantilimon - Tosaint Ricketts - Iosif Rotariu - Lazăr Sfera - Ion Timofte - Ianis Zicu |

## Ehemalige Trainer
- Ion V. Ionescu
- Costică Rădulescu
- Gheorghe Chimiuc (1992–1993, 1997)
- George Ciorceri (2001)

## Erfolge

### Meisterschaft
- 2. Platz: 2009, 2011

### Rumänischer Pokal

#### Siege
- 1958: 1 – 0 gegen Progresul Bukarest
- 1980: 2 – 1 gegen Steaua Bukarest [n. V.]

#### Finalteilnahmen
- 1974: 2 – 4 gegen Jiul Petroșani
- 1981: 0 – 6 gegen Universitatea Craiova
- 1983: 1 – 2 gegen Universitatea Craiova
- 1992: 1 – 1 gegen Steaua Bukarest [2-3 n. E.]
- 2007: 0 – 2 gegen Rapid Bukarest
- 2009: 0 – 3 gegen CFR Cluj

### Europapokalbilanz
| Saison  | Wettbewerb                  | Runde                  | Gegner                   | Gesamt    | Hin     | Rück    |
| ------- | --------------------------- | ---------------------- | ------------------------ | --------- | ------- | ------- |
| 1978/79 | UEFA-Pokal                  | 1. Runde               | MTK/VM Budapest          | 3:2       | 2:0 (H) | 1:2 (A) |
| 1978/79 | UEFA-Pokal                  | 2. Runde               | Honvéd Budapest          | 2:4       | 0:4 (A) | 2:0 (H) |
| 1980/81 | Europapokal der Pokalsieger | 1. Runde               | Celtic Glasgow           | (a)2:2(a) | 1:2 (A) | 1:0 (H) |
| 1980/81 | Europapokal der Pokalsieger | 2. Runde               | West Ham United          | 1:4       | 0:4 (A) | 1:0 (H) |
| 1981/82 | Europapokal der Pokalsieger | Qualifikation          | 1. FC Lokomotive Leipzig | 2:5       | 2:0 (H) | 0:5 (A) |
| 1990/91 | UEFA-Pokal                  | 1. Runde               | Atlético Madrid          | 2:1       | 2:0 (H) | 0:1 (A) |
| 1990/91 | UEFA-Pokal                  | 2. Runde               | Sporting Lissabon        | 2:7       | 0:7 (A) | 2:0 (H) |
| 1992/93 | UEFA-Pokal                  | 1. Runde               | Real Madrid              | 1:5       | 1:1 (H) | 0:4 (A) |
| 2008/09 | UEFA-Pokal                  | 1. Runde               | FK Partizan Belgrad      | 1:3       | 1:2 (H) | 0:1 (A) |
| 2009/10 | UEFA Champions League       | 3. Runde               | Schachtar Donezk         | (a)2:2(a) | 2:2 (A) | 0:0 (H) |
| 2009/10 | UEFA Champions League       | Play-offs              | VfB Stuttgart            | 0:2       | 0:2 (H) | 0:0 (A) |
| 2009/10 | UEFA Europa League          | Gruppenphase           | Ajax Amsterdam           | 1:2       | 0:0 (A) | 1:2 (H) |
| 2009/10 | UEFA Europa League          | Gruppenphase           | Dinamo Zagreb            | 2:4       | 0:3 (H) | 2:1 (A) |
| 2009/10 | UEFA Europa League          | Gruppenphase           | RSC Anderlecht           | 1:3       | 0:0 (H) | 1:3 (A) |
| 2010/11 | UEFA Europa League          | 3. Qualifikationsrunde | Myllykosken Pallo -47    | 5:4       | 2:1 (A) | 3:3 (H) |
| 2010/11 | UEFA Europa League          | Play-offs              | Manchester City          | 0:3       | 0:1 (H) | 0:2 (A) |